# Czech Open (Golf)
Die Czech Open war ein Golfturnier der European Tour, das bis 2011 alljährlich in Tschechien ausgetragen wurde. Das Turnier tauchte zum ersten Mal zwischen 1994 und 1997 auf dem Kalender der European Tour als die Chemapol Trophy Czech Open auf und war das erste European Tour Event, das nach dem Fall der Berliner Mauer östlich des Eisernen Vorhangs stattfand. Die ersten drei Veranstaltungen wurden im Golf Club Mariánské Lázně in Mariánské Lázně ausgetragen, bevor man zum Prague Karlstein Golf Club außerhalb von Prag wechselte, der von der Burg Karlštejn überragt wird.
Die Czech Open wurde 1998 auf Drängen der Sponsoren ausgesetzt, nachdem im Jahr zuvor Tschechien von einem schweren Hochwasser heimgesucht wurde, und verlor infolge seinen Platz im Tourkalender. Für das letzte Jahr betrug das Preisgeld 804.788 Britische Pfund und lag damit auf der European Tour zu dieser Zeit über dem Durchschnitt.
Nachdem die Czech Open 2008 auf der Alps Tour ausgetragen wurde, kehrte das Turnier 2009 zur European Tour zurück. Neuer Spielort war der von Miguel Ángel Jiménez entworfene Prosper Golf Resort in Čeladná, wo man Ende Juli um ein Preisgeld von insgesamt 2,5 Millionen Euro spielte. 2009 hieß das Turnier Moravia Silesia Open und wurde seit 2010 wieder als Czech Open bezeichnet.

## Siegerliste
| Jahr                                           | Sieger              | Ergebnis   | Ergebnis   | Ergebnis   | Ergebnis   | Ergebnis   | Vorsprung       |
| Jahr                                           | Sieger              | R1         | R2         | R3         | R4         | Gesamt     | Vorsprung       |
| Czech Open                                     | Czech Open          | Czech Open | Czech Open | Czech Open | Czech Open | Czech Open | Czech Open      |
| ---------------------------------------------- | ------------------- | ---------- | ---------- | ---------- | ---------- | ---------- | --------------- |
| 2011                                           | Oliver Fisher       | 71         | 67         | 68         | 69         | 275 (−13)  | 2 Schläge       |
| 2010                                           | Peter Hanson        | 67         | 70         | 67         | 74         | 278 (−10)  | Sieg im Playoff |
| Moravia Silesia Open presented by ALO Diamonds |                     |            |            |            |            |            |                 |
| 2009                                           | Oskar Henningsson   | 70         | 71         | 67         | 67         | 275 (−13)  | 2 Schläge       |
| Czech Golf Open (Alps Tour)                    |                     |            |            |            |            |            |                 |
| 2008                                           | Clemens Prader      | 69         | 69         | 65         |            | 203 (−13)  | 7 Schläge       |
| Chemapol Trophy Czech Open                     |                     |            |            |            |            |            |                 |
| 1997                                           | Bernhard Langer     | 70         | 67         | 64         | 63         | 264 (−20)  | 4 Schläge       |
| 1996                                           | Jonathan Lomas      | 69         | 68         | 69         | 66         | 272 (−12)  | 1 Schlag        |
| 1995                                           | Peter Teravainen    | 67         | 66         | 68         | 67         | 268 (−16)  | 1 Schlag        |
| 1994                                           | Per-Ulrik Johansson | 61         | 56         | 54         | 66         | 237 (−11)* | 3 Schläge       |

* Gespielt auf einem Par-62 Kurs.